# Verenigde Staten op de Olympische Spelen
De Verenigde Staten is een van de landen die deelneemt aan de Olympische Spelen. De Verenigde Staten waren present op de eerste editie van de Zomerspelen in 1896, in 1924 waren ze ook present op de eerste editie van de Winterspelen.
Het land was aanwezig op elke editie van de Spelen, behalve op de Zomerspelen van 1980 die werden geboycot. In 2016 deden de Verenigde Staten voor de 27e keer mee aan de Zomerspelen, in 2018 voor de 23e keer aan de Winterspelen. Het is een van de 44 landen die zowel op de Zomer- als de Winterspelen een medaille haalde, 2826 (1127-905-794) in totaal.

## Zomerspelen
Athene 1896
- Thomas Burke was de eerste Amerikaanse deelnemer aan de Olympische Spelen, hij won in 1896 zowel de 100 m als de 200 m. Bij het atletiek was er ook tweemaal goud voor Ellery Clark, die zowel het hoog- als het verspringen wist te winnen.
- De Verenigde Staten wonnen 11 van de kampioenschappen, die later werden omgezet in gouden medailles. Met deze prestatie stonden de Amerikanen bovenaan in het landenklassement.

Parijs 1900

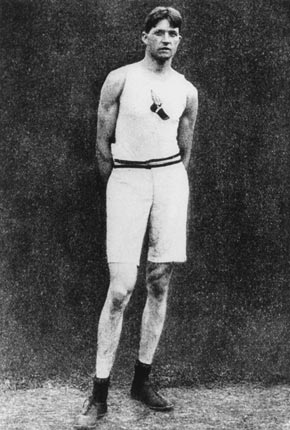
Ray Ewry tijdens de Spelen van 1900

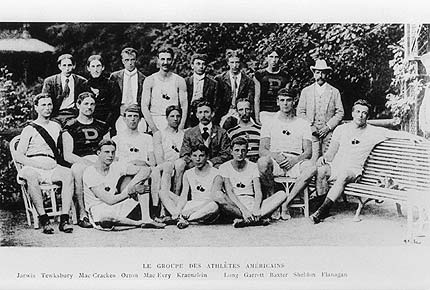
Een deel van het Olympisch Team

- Alvin Kraenzlein won 4 gouden medailles in de atletiek: hij won zowel de 60 m, de 110 m hordeloop, de 200 m hordeloop en het verspringen. Dit is tot op de dag van vandaag een record voor een atleet.
- Ray Ewry won op dezelfde dag de drie springnummers zonder aanloop (die nu niet meer op het programma staan).
- John Tewksbury was eveneens zeer succesvol. In totaal won hij vijf medailles: goud op de 200 m en de 400 m horden, zilver op de 60 en de 100 m en brons op de 200 m horden.

Saint Louis 1904

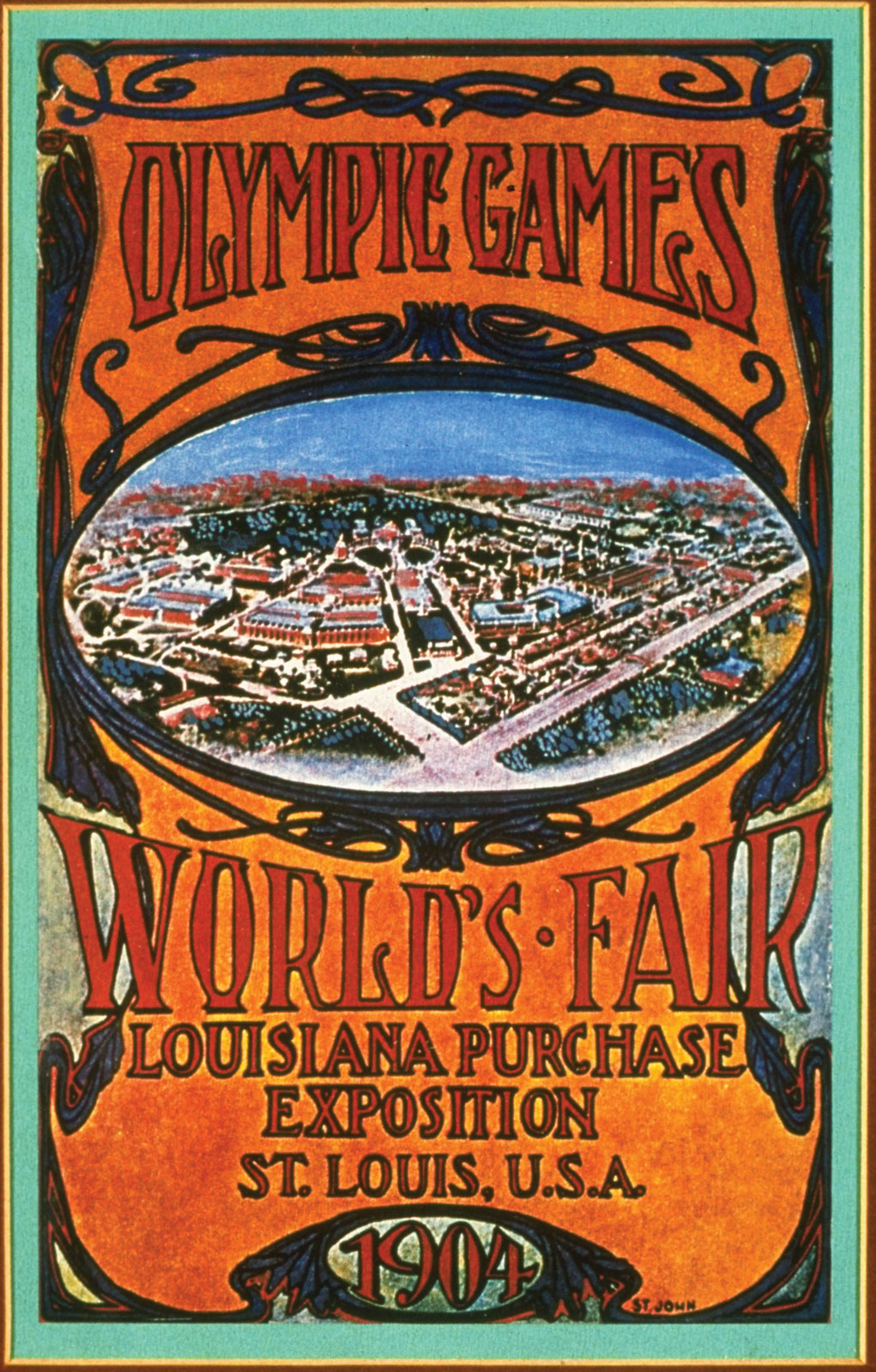
Poster van de Spelen van 1904

- Voor het eerst werden de Spelen in Amerika gehouden. In eerste instantie was Chicago kandidaat, maar tegelijkertijd zou in St. Louis een wereldtentoonstelling worden gehouden waar ook internationale sportwedstrijden op het programma stonden. Omdat men bang was dat deze wedstrijden in St. Louis de Spelen zouden overschaduwen werden de Spelen verplaatst naar deze stad. Een echt groot succes werd het niet aangezien de sport slechts een bijzaak was bij de overige tentoonstellingen. Bij nog niet de helft van de onderdelen deden ook niet-Amerikanen mee.
- Ray Ewry wint net als vier jaar eerder weer alle drie de springnummers uit stand.
- De Amerikaanse gymnast George Eyser wist ondanks zijn houten linkerbeen zes medailles te winnen.
- Het medailleklassement werd met overmacht gewonnen door de Amerikanen, zij verdienden uiteindelijk 78 gouden medailles, tegen 4 voor de nummer twee, Duitsland.

Athene 1906
- Helaas voor Ray Ewry wordt het onderdeel drie-stap-sprong uit stand van het programma afgevoerd. Hij weet wel zijn titel te verdedigen bij het hoog- en verspringen uit stand. Op dit moment worden deze tussenspelen niet meer officieel erkend door het IOC.

Londen 1908
- In het stadion werd tijdens de openingsceremonie de Amerikaanse vlag niet getoond. Als reactie daarop besloot de drager van de vlag niet, zoals gebruikelijk, bij het passeren van de koninklijke loge de vlag te buigen in de richting van de koning. Na de parade maakte een ander lid van het team de opmerking: This flag dips no earthly king (deze vlag buigt niet voor een aardse koning). Dit had tot gevolg dat bij latere spelen de vlaggendrager van Amerika de druk van het hele land op zich voelde om de vlag niet te buigen in de richting van de hoogwaardigheidsbekleders.
- Ook op deze spelen weet Ray Ewry alle twee de onderdelen spring uit stand te winnen. Dit brengt zijn totaal op 8 overwinningen op olympische spelen.

Stockholm 1912

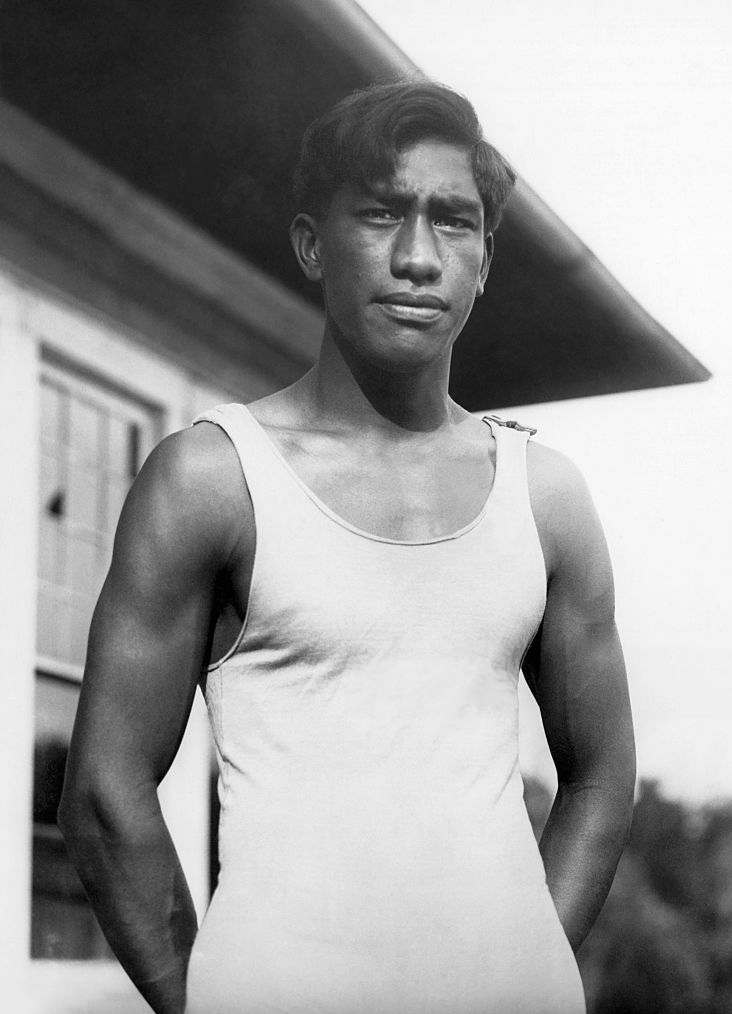
Duke Kahanamoku, winnaar van het goud op de honderd meter tijdens de Spelen van 1912

- De Amerikaanse indiaan Jim Thorpe (zijn echte naam was Wa-Tho-Huck, dat 'Lichtend Pad' betekent) won met overmacht de vijf- en tienkamp. Na de Spelen moest hij echter zijn medailles weer inleveren, omdat bekend werd dat hij ooit een beetje geld had verdiend met het spelen van honkbal. Hij werd aangemerkt als een professional en mocht dus niet hebben deelgenomen aan de Spelen. In 1982 werd deze diskwalificatie teruggedraaid, Thorpe was toen echter al een aantal jaren in armoede overleden.
- Bij het zwemmen is Duke Kahanamoku de held. Geboren in Honolulu (Hawaï) stal hij de show met zijn aparte stijl. Met zijn zeer grote voeten gebruikte hij de Kahanamoku Kick om tot grote prestaties te komen. Hij won het koningsnummer, de honderd meter vrije slag in een nieuw wereldrecord. Verder maakte Kahanamoku deel uit van het Amerikaanse team dat zilver won in de 4 x 200 m vrije slag.

Antwerpen 1920
- De Amerikaanse Ethelda Bleibtrey won alle drie de onderdelen van het vrouwenzwemmen en verbeterde in elke race het wereldrecord.

Parijs 1924
- Johnny Weissmuller is de nieuwe zwemheld voor de Amerikanen. Hij won op dezelfde dag twee gouden medailles bij het zwemmen en een bronzen bij het waterpolo. In totaal won hij drie gouden medailles (100 m, 400 m en 4 x 100 m vrije slag) in het zwemmen. In de finale van de 100 m versloeg hij de grote kampioen van de Spelen van 1920, Duke Kahanamoku en zijn jongere broer Samuel. Weismuller werd later bekend als acteur in de Tarzanfilms.
- Benjamin Spock, de beroemde kinderarts, maakt deel uit van het team dat goud wint bij het roeien met de achten.

Amsterdam 1928
- Tijdens de Olympische Spelen in Amsterdam brengen twee olympische titels het totaal voor Johnny Weissmuller op vijf gouden en een bronzen plak.

Los Angeles 1932
- Voor de tweede maal werden de Spelen in Amerika gehouden. Vanwege de grote depressie waren er minder internationale deelnemers dan bij de vorige spelen in Amsterdam.
- Eleanor Holm werd olympisch kampioene in het zwemmen op de 100 m rugslag en zou later, net als Johnny Weissmuller, in Tarzanfilms meespelen. Zij speelde daarin de rol van Jane.
- Wederom was er veel goud bij de atletiekonderdelen. De 100 en 200 meter werden gewonnen door Eddie Tolan. De 400 meter werd gewonnen door Bill Carr, die meteen ook een nieuw wereldrecord liet optekenen (46,2).

Berlijn 1936
- Jesse Owens won vier gouden medailles bij de sprint (de 100 m, de 200 m en de 4 x 100 m) en het verspringen.
- Het Amerikaanse roeiteam van de Universiteit van Washington won in het achten de gouden medaille. Onder het oog van Hitler versloeg het team Italië en Duitsland.
- Voor het eerst stond basketbal op het programma bij de Olympische Spelen. In de finale versloeg het ongeslagen Amerikaanse team Canada met 19-8. De omstandigheden waren echter zeer zwaar. Er werd buiten gespeeld in de plenzende regen op een modderig veld. Omdat er zoveel modder lag, was het onmogelijk om te dribbelen en was de score dus vrij minimaal.

Londen 1948
- Bob Mathias begon op aanraden van zijn schoolcoach met de meerkamp, drie maanden later kwalificeerde hij zich voor het Amerikaanse Olympisch team voor de Spelen in Londen. Door zijn onervarenheid maakte hij een knullige fout bij het kogelstoten. Hij stapte na zijn worp via de voorkant uit de ring, waardoor de worp ongeldig werd verklaard. Ondanks deze fout wist hij toch te winnen. Met zijn zeventien jaar is hij een van de jongste olympisch kampioenen.
- Harrison Dillard was in 1947 en 1948 onverslaanbaar bij het hordelopen, hij won 87 races achter elkaar. Tijdens de finale van de 110 meter horden, bij de kwalificatie voor het Amerikaanse Olympisch team, viel hij en wist zich dus niet voor zijn favoriete onderdeel te plaatsen. Bij de 100 meter sprint was dit wel het geval. Bij dit onderdeel won hij uiteindelijk goud tijdens de Spelen. Ook maakte hij deel uit van het team dat de 4 x 100 meter wist te winnen.

Helsinki 1952
- Bij het polsstokhoogspringen gaat de strijd tussen de Amerikanen Bob Richards, een theologieprofessor en Don Laz. Beiden komen over de 4,50 meter bij hun tweede poging. Vervolgens mislukte voor beiden hun eerste twee pogingen op de daaropvolgende hoogte, 4,55 meter. Richards wist echter bij zijn laatste poging alsnog over deze hoogte te komen en won zo goud.
- Als eerste meerkamper weet Robert Mathias zijn titel, die hij vier jaar eerder in Londen op 17-jarige leeftijd had gewonnen, te verdedigen.
- Eindelijk weet Harrison Dillard op zijn favoriete onderdeel, de 110 meter horden, goud te pakken nadat hij vier jaar eerder zich niet had weten te kwalificeren. Verder maakt hij opnieuw deel uit van het estafetteteam dat goud wint en daarmee brengt hij zijn totaal op vier gouden olympische medailles.

Melbourne 1956
- Tijdens de Spelen in Melbourne begon Al Oerter aan een unieke serie bij het discuswerpen. Oerter wist als eerste atletiekatleet tijdens vier opeenvolgende spelen goud te winnen op hetzelfde onderdeel.
- De grote ster bij de vrouwen bij het schoonspringen was Patricia McCormick. Ze wist net als vier jaar eerder op indrukwekkende wijze twee gouden medailles te winnen. Uiteindelijk heeft ze bij het plankspringen ruim zestien punten voorsprong op haar landgenote Jeanne Stunyo, dit is nog steeds de ruimste overwinning tijdens de Olympische Spelen.

Rome 1960
- Als achttienjarige, onbekende bokser reisde Cassius Marcellus Clay af naar de Spelen in Rome. Hij kwam uit in de lichte zwaargewichtklasse, won gemakkelijk alle vier zijn partijen en kreeg daarmee een gouden medaille. Na de Spelen werd hij professioneel bokser en wereldkampioen, en veranderde zijn naam in Muhammad Ali.

Tokio 1964
- Don Schollander won vier gouden medailles bij het zwemmen.
- Bij de 10.000 meter zorgde Billy Mills voor een grote verrassing. Hij wist onverwacht als eerste en tot nog toe enige Amerikaan dit nummer te winnen.

Mexico-Stad 1968
- In de ijle lucht van Mexico-Stad kwam verspringer Bob Beamon tot een unieke prestatie. Hij verbeterde het wereldrecord met 55 centimeter, dit record zou tot 1991 stand houden.
- Bij het hoogspringen gebruikte Dick Fosbury een nieuwe techniek, waarbij hij ruggelings over de lat ging, de techniek werd de Fosbury Flop genoemd.
- Zwemster Debbie Meyer was op de langere afstanden ongenaakbaar en won als eerste zwemster driemaal goud op individuele onderdelen tijdens een enkele spelen, op de 200, 400 en 800 meter vrije slag.

München 1972
- Zwemmer Mark Spitz zet een unieke prestatie neer, hij neemt deel aan zeven onderdelen tijdens deze spelen en zwemt in alle gevallen naar een gouden medaille toe in een wereldrecordtijd.
- Het Amerikaanse basketbalteam weet voor het eerst geen goud te halen. In de finale wint het team van de Sovjet-Unie met een punt verschil.
- Bij de lichtgewichtklasse van het worstelen wint Dan Gable al zijn partijen zonder dat zijn tegenstanders een punt weten te scoren.

Montréal 1976
- Bij het boksen waren de Amerikanen goed op dreef, ze wisten in totaal vijfmaal goud te winnen. Leo Randolph, Howard Davis Jr., Sugar Ray Leonard, Michael Spinks en Leon Spinks waren de gouden atleten. Allen, behalve Davis, werden later ook wereldkampioen.

Moskou 1980
- Vanwege de Russische invasie in Afghanistan namen de VS, Japan, West-Duitsland en Canada niet deel aan de Olympische Spelen die toen in Moskou werden gehouden.

Los Angeles 1984
- Voor het eerst werden de Spelen georganiseerd door een groep zakenmensen en niet door het stadsbestuur. Dit zorgde er in elk geval voor dat de Spelen een financieel succes werden.
- Carl Lewis wist in 1984 de prestatie van Jesse Owens te evenaren door 4 maal goud te winnen, namelijk op de 100 en 200 meter sprint, het verspringen en de 4 x 100 meter estafette.
- Florence Griffith trekt bij het hardlopen de aandacht met haar 15 centimeter lange nagels en door de 200 meter sprint te winnen.
- Bij het schoonspringen wint Greg Louganis zowel op 3 meter plank als op de 10 meter schans.

Seoel 1988
- Carl Lewis weet zijn titel bij het verspringen en op de 100 meter sprint te verdedigen. Op de 100 meter wordt namelijk Ben Johnson gediskwalificeerd nadat na de wedstrijd, die door Johnson wordt gewonnen, wordt geconstateerd dat hij doping heeft gebruikt.
- Greg Louganis weet zijn twee titels die hij gewonnen had tijdens de Spelen in 1984 opnieuw te verdedigen.
- Bij het zwemmen wint Matt Biondi zeven medailles, waarvan vijf gouden.
- Janet Evans wint bij het zwemmen voor vrouwen driemaal goud, namelijk op de 400 en 800 meter en op de 400 meter estafette.

Barcelona 1992
- Het verspringen wordt wederom gewonnen door Carl Lewis, ook maakt hij weer deel uit van het winnende 4 x 100 meter estafetteteam.
- Voor het eerst mochten bij het basketbal ook professionals meedoen, de Amerikanen brachten daardoor een waar Dream team op de been, met o.a. Michael Jordan, Earvin (magic) Johnson en Larry Bird. Dit team was zoveel sterker dan hun tegenstanders dat zij gemiddeld met meer dan 40 punten verschil wisten te winnen.

Atlanta 1996
- De Centenary Games werden in Atlanta gehouden. De Spelen werden opgeschrikt door een bomaanslag, waarbij 1 persoon om het leven kwam en verder nog 110 gewonden vielen.
- Na een moeizame kwalificatieronde mag Carl Lewis voor de derde maal proberen zijn verspringtitel te verdedigen. In de finale weet hij bij zijn derde sprong een afstand neer te zetten waar de rest van de deelnemers zich uiteindelijk stukbijten. Deze overwinning brengt het totaal voor Lewis op 9 gouden medailles, waarvan viermaal achtereen op hetzelfde onderdeel, het verspringen.
- Op de 400 en 200 meter was Michael Johnson oppermachtig. Hij wist in de finale van de 200 meter het wereldrecord te verbeteren tot 19,32.

Sydney 2000
- Marion Jones werd de eerste atlete die vijf atletiekmedailles wist te winnen op dezelfde spelen. Ze won goud op de 100 en 200 meter, de 4 x 100 en 4 x 400 estafette en brons bij het verspringen. In 2007 bekende ze dat deze prestaties werden behaald na het gebruik van doping. Hierop ontnam het IOC haar alle medailles. Teamleden van haar bij de estafetteonderdelen mochten hun medailles wel behouden
- Het vrouwenvoetbal staat voor het eerst op het programma. Het Amerikaanse team weet de finale te winnen van China.
- Bij de atletiek weet Michael Johnson zijn titel op de 400 meter te verdedigen. Omdat hij ook deel uitmaakte van het 4 x 400 estafetteteam dat goud pakte, kwam het totaal voor Johnson op vijf gouden medailles. Die laatste medaille werd hem in 2008 ontnomen toen bleek dat er teamleden doping hadden gebruikt.

Athene 2004
- Bij het zwemmen weet Michael Phelps 6 maal goud te pakken en ook nog 2 maal brons. Door deze prestaties is hij samen met gymnast Aleksandr Dityatin de enige atleet die 8 medailles wist te winnen op een enkele spelen.
- Bij het basketbal wordt Amerika verrassend in de halve finale verslagen door de latere winnaar Argentinië.

## Winterspelen
Chamonix 1924
- Charles Jewtraw won de 500 m schaatsen; hiermee werd hij de eerste Olympische winterkampioen. Het was ook de enige olympische titel voor een Amerikaan tijdens deze spelen.
- Zilver was er nog wel voor het ijshockeyteam.

St. Moritz 1928
- Op slechts zestienjarige leeftijd weet Billy Fiske het Amerikaanse bobsleeteam naar de winst te sturen. Drie van zijn teammaten hadden gereageerd op een advertentie in de krant en hadden daarvoor nog nooit een bobslee van nabij gezien.
- Verder is er nog goud voor Jennison Heaton bij het skeleton voor John Heaton die het zilver pakt.

Lake Placid 1932
- Voor het eerst worden de winterspelen in de Verenigde Staten gehouden in het Adirondackgebergte gelegen Lake Placid in de staat New York. Het weer was niet geweldig en de sneeuw moest met de trein worden aangevoerd.
- Goud was er wederom voor Billy Fiske in de bobslee. Een van zijn ploegmaats is deze keer Eddie Eagan. Deze wist een zeer bijzondere prestatie neer te zetten. Hij had namelijk tijdens de Olympische Spelen in Antwerpen van 1920 al goud gewonnen bij het boksen en werd zo dus de eerste en tot nu toe enige persoon die zowel goud won tijdens de zomer als de winterspelen.

Garmisch-Partenkirchen 1936
- Tijdens de Spelen van 1936 weten de Amerikanen slechts een enkele gouden medaille te winnen bij de tweemansbob. Op hetzelfde onderdeel was er ook nog brons voor de Amerikanen, net als bij het ijshockey en bij de 500 meter schaatsen (Leo Freisinger).

St. Moritz 1948
- Gretchen Fraser wint de eerste Amerikaanse gouden skimedaille op de slalom. Ook won ze nog zilver op de combinatie.
- Bij het ijshockey was er een rel rond het/de Amerikaanse team(s). Amerika stuurde twee verschillende afvaardigingen: eentje was voorgedragen door het Amerikaanse Olympisch Comité en één was gesteund door de internationale ijshockeyfederatie, die het toernooi zou organiseren. Uiteindelijk werd besloten dat het ene team zou meelopen in het openingsdefilé en het andere zou deelnemen aan het toernooi. De IOC nam zich voor dat als de Amerikanen op een podium plaats zouden eindigen zij geen medailles zouden krijgen. De Amerikanen eindigden als vierde en werden achteraf uit de uitslag verwijderd.
- Bij het kunstschaatsen wint Dick Button het goud, onder andere door het perfect uitvoeren van een dubbele axel.

Oslo 1952
- Na de voorronde staat Dick Button ruim voor op de concurrentie, hij hoeft slechts een "veilig" programma af te werken om wederom het goud op te halen. Button laat als eerste schaatser een drievoudige axel zien tijdens een wedstrijd.
- Bij het skiën wint Andrea Mead-Lawrence goud op zowel de grote en de normale slalom.
- Goud was er ook nog voor Ken Henry op de 500 meter schaatsen.

Cortina d'Ampezzo 1956
- Tenley Albright wint voor haar landgenote Carol Heiss het goud bij het kunstschaatsen.
- Bij de mannen ging het goud bij het kunstschaatsen naar Hayes Alan Jenkins.

Squaw Valley 1960
- Toen in 1955 werd besloten dat Squaw Valley de Spelen mocht organiseren, had het "dorp" slechts één inwoner: de organisator van de Spelen, Alexander Cushing. Nadat de organisatie aan het skioord was toegewezen, werden in hoog tempo de benodigde voorzieningen uit de grond gestampt.
- Het bobsleeën stond niet op het programma omdat slechts negen landen aangaven dat zij hieraan deel zouden nemen, waarop het organisatiecomité besloot geen bobsleebaan te bouwen.
- De openings- en sluitingsceremonie werd georganiseerd onder leiding van Walt Disney.
- Nadat ze al zilver had gewonnen tijdens de Spelen vier jaar eerder, was Carol Heiss deze keer wel de sterkste. Bij de mannen was er ook goud voor David Jenkins.
- Goud was er verder voor het Amerikaanse ijshockeyteam.

Innsbruck 1964
- Richard McDermott won goud op de 500 meter bij het schaatsen. Dit was tijdens deze spelen de enige olympische titel voor een Amerikaan.
- Zilver en brons was er nog wel op de mannenslalom voor respectievelijk Willam Kid en James Heuga.

Grenoble 1968
- De enige gouden medaille was er voor Peggy Fleming bij het kunstrijden.
- Op de 500 meter schaatsen voor vrouwen was er driemaal zilver voor Amerika. Jennifer Fish, Mary Meyers en Dianne Holum eindigden met precies dezelfde tijd en kregen alle drie een zilveren medaille.

Sapporo 1972
- Na haar gedeeld zilver op de vorige spelen was er deze keer goud voor Dianne Holum op de 1500 meter. Verder won ze ook nog zilver op de 3000 meter. Ze zou later terugkeren op de Olympische Spelen als coach van Eric Heiden.
- Bij het schaatsen was er verder nog goud voor Anne Henning op de 500 meter; zij won ook nog brons op de dubbele afstand.
- De derde en laatste gouden medaille was ook voor een vrouw: Barbara Cochran won de slalom bij het alpineskiën.

Innsbruck 1976
- Peter Mueller, de later zeer succesvolle schaatscoach, won goud op de 1000 meter.
- Bij de vrouwenschaatswedstrijden is er onder andere goud voor Sheila Young op de 500 meter. Verder wint zij ook nog zilver op de 1500 meter en brons op de 1000 meter.
- Een derde gouden medaille is er voor Dorothy Hamill bij het kunstrijden.

Lake Placid 1980
- De ster bij het schaatsen is Eric Heiden, die de unieke prestatie neerzet van vijf gouden medailles. Van de 500 meter tot de tien kilometer, Heiden is niet te verslaan.
- Goud is er ook onverwacht voor het ijshockeyteam. Dit team, dat grotendeels uit studenten bestond, moest het in de halve finale opnemen tegen de staatsprofessionals van de Sovjet-Unie. Na de 4-3 winst op de Sovjet-Unie wordt in de finale ook Finland verslagen.

Sarajevo 1984
- Bij het skiën doen de Amerikanen het goed. Er is goud voor Bill Johnson (afdaling), Debbie Armstrong (reuzenslalom) en Phil Mahre (slalom).
- Scott Hamilton wint goud bij het kunstrijden.

Calgary 1988
- Bij het kunstrijden was de wedstrijd erg spannend, Brian Boitano and Brian Orser stonden vrijwel gelijk bij het begin van de vrije kuur. Boitano won deze vrije kuur uiteindelijk met vijf tegen vier en werd zo olympisch kampioen.
- Met een wereldrecordtijd weet Bonnie Blair goud te winnen op de 500 meter. Verder won ze nog brons op de 1000 meter.

Albertville 1992
- Bonnie Blair weet haar titel op de 500 meter te verdedigen, deze keer weet ze ook op de 1000 meter de gouden medaille te winnen.
- Kristi Yamaguchi wint het kunstrijden bij de dames, na een voorzichtige lange kuur waarin ze toch een aantal kleine foutjes maakte. Haar tegenstanders vielen echter en zo werd Yamaguchi de nieuwe olympisch kampioen. Brons was er verder voor Nancy Kerrigan.
- Voor het eerst stond het vrije stijlskiën op het programma. Donna Weinbrecht werd de eerste olympisch kampioen op dit onderdeel.
- Goud is er ook nog voor Cathy Turner bij het shorttrackschaatsen op de 500 meter.

Lillehammer 1994
- Bij het vrouwenschaatsen was er weer tweemaal goud voor Bonnie Blair op de 500 en 1000 meter. Dit bracht haar totaal op vijf gouden medailles tijdens drie opeenvolgende spelen.
- Het toernooi bij het kunstrijden werd gedomineerd door het schandaal bij de Amerikaanse deelneemsters Nancy Kerrigan en Tonya Harding. De man van Harding huurde iemand in om Kerrigan met een honkbalknuppel te bewerken om haar zo uit te schakelen tijdens de kwalificatiewedstrijden. Uiteindelijk won Kerrigan zilver tijdens de Spelen en Harding moest genoegen nemen met de achtste plaats.
- Het lijkt erop dat favoriet Dan Jansen ook tijdens zijn vierde optreden niet met een gouden medaille kan afronden. Hij maakt een paar grote misslagen op zijn favoriete afstand, de 500 meter en eindigt uiteindelijk als achtste. Op de 1000 meter grijpt hij echter zijn laatste kans op goud en wint met een nieuw wereldrecord.

Nagano 1998
- De pas 15-jarige Tara Lipinski wint het kunstrijden en wordt daarmee de jongste winnaar van een individueel onderdeel.
- Amerika doed het goed bij het freestyleskiën: er is goud voor Eric Bergoust, Nikki Stone en Jonny Moseley.
- Verder is er goud bij alpineskiën voor Picabo Street op de Super-G.

Salt Lake City 2002
- de Spelen worden gehouden in Salt Lake City. Naar later blijkt heeft het organisatiecomité een deel van de IOC-leden, die bepalen waar de Spelen worden gehouden, omgekocht.
- Nadat eerder al zijn grootvader en zijn vader al aan de Spelen deelnamen, was het nu de beurt aan Jim Shea jr.. Hij nam deel aan het skeleton en wist daar goud te pakken.
- De oud-skeeleraar Derek Parra weet verrassend de 1500 meter bij het schaatsen te winnen. Zijn gouden medaille inspireert andere skeeleraars om ook de overstap naar het ijsschaatsen te maken.

Turijn 2006
- Bij het schaatsen had Chad Hedrick zich tot doel gesteld om het record van Eric Heiden van vijf keer goud op een enkele spelen te evenaren. Hij eindigde uiteindelijk met 1 maal goud (5000 meter), zilver (10.000 meter) en brons (1500 meter).
- Op de 500 meter wint Joey Cheek goud door beide runs onder de 35 seconden te blijven. Cheek wordt ook nog tweede op de 1000 meter.
- Voormalig skeeleraar Shani Davis wint het goud op de 1000 meter en zilver op de 1500 meter.
- Bij het snowboarden wint Shaun White bij de mannen en Hannah Teter bij de vrouwen het onderdeel halfpipe.

## Georganiseerde Spelen
De Verenigde Staten organiseerden in totaal 4 keer de Olympische Zomerspelen en 4 keer de Winterspelen.
Zomerspelen georganiseerd in de VS:
- Olympische Zomerspelen 1996 - Atlanta, Georgia, VS
- Olympische Zomerspelen 1984 - Los Angeles, Californië, VS
- Olympische Zomerspelen 1932 - Los Angeles, Californië, VS
- Olympische Zomerspelen 1904 - Saint Louis, Missouri, VS

Winterspelen georganiseerd in de VS:
- Olympische Winterspelen 2002 - Salt Lake City, Utah, VS
- Olympische Winterspelen 1980 - Lake Placid, New York, VS
- Olympische Winterspelen 1960 - Squaw Valley, Californië, VS
- Olympische Winterspelen 1932 - Lake Placid, New York, VS

## Medailles en deelnames

### Per Olympische Spelen
De tabel geeft een overzicht van de jaren waarin werd deelgenomen, het aantal gewonnen medailles en de eventuele plaats in het medailleklassement.
| Zomerspelen | Zomerspelen | Zomerspelen | Zomerspelen | Zomerspelen | Zomerspelen |        | Winterspelen | Winterspelen | Winterspelen | Winterspelen | Winterspelen | Winterspelen |
| Jaar        | Goud        | Zilver      | Brons       | Totaal      | Rang        | Jaar   | Goud         | Zilver       | Brons        | Totaal       | Rang         |              |
| 1896        | 11          | 7           | 2           | 20          | 1           |        |              |              |              |              |              |              |
| 1900        | 19          | 14          | 14          | 47          | 2           |        |              |              |              |              |              |              |
| 1904        | 78          | 82          | 79          | 239         | 1           |        |              |              |              |              |              |              |
| 1908        | 23          | 12          | 12          | 47          | 2           |        |              |              |              |              |              |              |
| 1912        | 25          | 19          | 19          | 63          | 1           |        |              |              |              |              |              |              |
| 1920        | 41          | 27          | 27          | 95          | 1           |        |              |              |              |              |              |              |
| 1924        | 45          | 27          | 27          | 99          | 1           | 1924   | 1            | 2            | 1            | 4            | 5            |              |
| 1928        | 22          | 18          | 16          | 56          | 1           | 1928   | 2            | 2            | 2            | 6            | 2            |              |
| 1932        | 41          | 32          | 30          | 103         | 1           | 1932   | 6            | 4            | 2            | 12           | 1            |              |
| 1936        | 24          | 20          | 12          | 56          | 2           | 1936   | 1            | 0            | 3            | 4            | 8            |              |
| 1948        | 38          | 27          | 19          | 84          | 1           | 1948   | 3            | 4            | 2            | 9            | 4            |              |
| 1952        | 40          | 19          | 17          | 76          | 1           | 1952   | 4            | 6            | 1            | 11           | 2            |              |
| 1956        | 32          | 25          | 17          | 74          | 2           | 1956   | 2            | 3            | 2            | 7            | 6            |              |
| 1960        | 34          | 21          | 16          | 71          | 2           | 1960   | 3            | 4            | 3            | 10           | 3            |              |
| 1964        | 36          | 26          | 28          | 90          | 1           | 1964   | 1            | 2            | 4            | 7            | 8            |              |
| 1968        | 45          | 28          | 34          | 107         | 1           | 1968   | 1            | 5            | 1            | 7            | 9            |              |
| 1972        | 33          | 31          | 30          | 94          | 2           | 1972   | 3            | 2            | 3            | 8            | 5            |              |
| 1976        | 34          | 35          | 25          | 94          | 3           | 1976   | 3            | 3            | 4            | 10           | 3            |              |
| 1980        | -           | -           | -           | -           | -           | 1980   | 6            | 4            | 2            | 12           | 3            |              |
| 1984        | 83          | 61          | 30          | 174         | 1           | 1984   | 4            | 4            | 0            | 8            | 3            |              |
| 1988        | 36          | 31          | 27          | 94          | 3           | 1988   | 2            | 1            | 3            | 6            | 9            |              |
| 1992        | 37          | 34          | 37          | 108         | 2           | 1992   | 5            | 4            | 2            | 11           | 5            |              |
| 1996        | 44          | 32          | 25          | 101         | 1           | 1994   | 6            | 5            | 2            | 13           | 5            |              |
| 2000        | 37          | 24          | 32          | 93          | 1           | 1998   | 6            | 3            | 4            | 13           | 5            |              |
| 2004        | 36          | 39          | 26          | 101         | 1           | 2002   | 10           | 13           | 11           | 34           | 3            |              |
| 2008        | 36          | 38          | 36          | 110         | 2           | 2006   | 9            | 9            | 7            | 25           | 2            |              |
| 2012        | 46          | 29          | 29          | 104         | 1           | 2010   | 9            | 15           | 13           | 37           | 3            |              |
| 2016        | 46          | 37          | 38          | 121         | 1           | 2014   | 9            | 7            | 12           | 28           | 4            |              |
| 2020        | 39          | 41          | 33          | 113         | 1           | 2018   | 9            | 8            | 6            | 23           | 4            |              |
| 2024        | 40          | 44          | 42          | 126         | 1           | 2022   | 8            | 10           | 7            | 25           | 4            |              |
| Totaal      | 1101        | 880         | 779         | 2760        |             | Totaal | 113          | 120          | 97           | 330          |              |              |
| Tot. Z+W    | 1214        | 1000        | 876         | 3090        |             |        |              |              |              |              |              |              |

### Per sporttak
De onderstaande lijst is niet volledig juist.
| Zomerspelen per sporttak                                                                                          |      |        |       |        |
| Jaar | Goud | Zilver | Brons | Totaal |
| Atletiek | 309  | 229    | 183   | 721    |
| Badminton | 0    | 0      | 0     | 0      |
| Basketbal | 17   | 2      | 3     | 22     |
| Boksen | 48   | 23     | 37    | 108    |
| Boogschieten | 14   | 9      | 8     | 31     |
| Gewichtheffen | 16   | 16     | 11    | 43     |
| Handbal | 0    | 0      | 0     | 0      |
| Hockey | 0    | 0      | 2     | 2      |
| Honkbal | 1    | 0      | 1     | 2      |
| Judo | 0    | 3      | 6     | 9      |
| Kanovaren | 5    | 5      | 6     | 16     |
| Moderne vijfkamp                                                                                                  | 0    | 6      | 3     | 9      |
| Paardensport | 9    | 20     | 17    | 46     |
| Roeien | 29   | 29     | 20    | 78     |
| Schermen | 1    | 4      | 9     | 14     |
| Schietsport | 46   | 28     | 22    | 96     |
| Softbal | 3    | 0      | 0     | 3      |
| Strandvolleybal                                                                                                   | 3    | 1      | 1     | 5      |
| Taekwondo | 2    | 1      | 0     | 3      |
| Tafeltennis | 0    | 0      | 0     | 0      |
| Tennis | 16   | 5      | 9     | 30     |
| Triatlon | 0    | 0      | 1     | 1      |
| Turnen | 28   | 29     | 28    | 85     |
| Voetbal | 2    | 2      | 1     | 5      |
| Volleybal | 2    | 1      | 2     | 5      |
| Waterpolo | 0    | 3      | 4     | 7      |
| Wielersport | 13   | 14     | 18    | 45     |
| Worstelen | 49   | 43     | 30    | 122    |
| Zeilsport | 18   | 22     | 17    | 57     |
| Zwemmen | 255  | 189    | 154   | 598    |
| sporten niet langer op het Olympisch programma:                                                                   |      |        |       |        |
| Golf | 3    | 3      | 3     | 9      |
| Jeu de paume | 1    | 0      | 0     | 1      |
| Lacrosse | 0    | 1      | 0     | 1      |
| Polo | 0    | 1      | 1     | 2      |
| Roque | 1    | 1      | 1     | 3      |
| Rugby | 2    | 0      | 0     | 2      |
| Touwtrekken | 1    | 1      | 1     | 3      |
| wintersporten die tot 1924 op de Zomerspelen werden gehouden: (enkel de medailles van voor 1924 worden meegeteld) |      |        |       |        |
| ijshockey | 0    | 1      | 0     | 1      |
| kunstrijden | 0    | 0      | 1     | 1      |
| Totaal | 894  | 692    | 600   | 2186   |

| Winterspelen per sporttak |      |        |       |        |
| Jaar                      | Goud | Zilver | Brons | Totaal |
| Alpineskiën               | 12   | 15     | 4     | 31     |
| Biatlon                   | 0    | 0      | 0     | 0      |
| Bobsleeën                 | 6    | 6      | 6     | 18     |
| Curling                   | 0    | 0      | 1     | 1      |
| Freestyleskiën            | 4    | 4      | 2     | 10     |
| ijshockey                 | 3    | 8      | 2     | 13     |
| Kunstrijden               | 13   | 15     | 16    | 44     |
| Langlaufen                | 0    | 0      | 0     | 0      |
| Noordse Combinatie        | 3    | 3      | 0     | 6      |
| Rodelen                   | 0    | 2      | 2     | 4      |
| Schaatsen                 | 28   | 20     | 15    | 63     |
| Schansspringen            | 0    | 0      | 1     | 1      |
| Shorttrack                | 4    | 3      | 5     | 12     |
| Skeleton                  | 3    | 3      | 0     | 6      |
| Snowboard                 | 5    | 4      | 3     | 12     |
| Totaal                    | 81   | 83     | 57    | 221    |

Afghanistan · Albanië · Algerije · Amerikaans-Samoa · Amerikaanse Maagdeneilanden · Andorra · Angola · Antigua en Barbuda · Argentinië · Armenië · Aruba · Australië · Azerbeidzjan · Bahama's · Bahrein · Bangladesh · Barbados · België · Belize · Benin · Bermuda · Bhutan · Bolivia · Bosnië en Herzegovina · Botswana · Brazilië · Britse Maagdeneilanden · Brunei · Bulgarije · Burkina Faso · Burundi · Cambodja · Canada · Centraal-Afrikaanse Republiek · Chili · China · Chinees Taipei · Colombia · Comoren · Congo-Brazzaville · Congo-Kinshasa · Cookeilanden · Costa Rica · Cuba · Cyprus · Denemarken · Djibouti · Dominica · Dominicaanse Republiek · Duitsland · Ecuador · Egypte · El Salvador · Equatoriaal-Guinea · Eritrea · Estland · Ethiopië · Fiji · Filipijnen · Finland · Frankrijk · Gabon · Gambia · Georgië · Ghana · Grenada · Griekenland · Groot-Brittannië · Guam · Guatemala · Guinee · Guinee-Bissau · Guyana · Haïti · Honduras · Hongarije · Hongkong · Ierland · IJsland · India · Indonesië · Irak · Iran · Israël · Italië · Ivoorkust · Jamaica · Japan · Jemen · Jordanië · Kaaimaneilanden · Kaapverdië · Kameroen · Kazachstan · Kenia · Kirgizië · Kiribati · Koeweit · Kosovo · Kroatië · Laos · Lesotho · Letland · Libanon · Liberia · Libië · Liechtenstein · Litouwen · Luxemburg · Madagaskar · Malawi · Malediven · Maleisië · Mali · Malta · Marokko · Marshalleilanden · Mauritanië · Mauritius · Mexico · Micronesië · Moldavië · Monaco · Mongolië · Montenegro · Mozambique · Myanmar · Namibië · Nauru · Nederland · Nepal · Nicaragua · Nieuw-Zeeland · Niger · Nigeria · Noord-Korea · Noord-Macedonië · Noorwegen · Oeganda · Oekraïne · Oezbekistan · Oman · Oost-Timor · Oostenrijk · Pakistan · Palau · Palestina · Panama · Papoea-Nieuw-Guinea · Paraguay · Peru · Polen · Portugal · Puerto Rico · Qatar · Roemenië · Rusland · Rwanda · Saint Kitts en Nevis · Saint Lucia · Saint Vincent en de Grenadines · Salomonseilanden · Samoa · San Marino · Saoedi-Arabië · Sao Tomé en Principe · Senegal · Servië · Seychellen · Sierra Leone · Singapore · Slovenië · Slowakije · Somalië · Spanje · Sri Lanka · Soedan · Suriname · Swaziland · Syrië · Tadzjikistan · Tanzania · Thailand · Togo · Tonga · Trinidad en Tobago · Tsjaad · Tsjechië · Tunesië · Turkije · Turkmenistan · Tuvalu · Uruguay · Vanuatu · Venezuela · Verenigde Arabische Emiraten · Verenigde Staten · Vietnam · Wit-Rusland · Zambia · Zimbabwe · Zuid-Afrika · Zuid-Korea · Zuid-Soedan · Zweden · Zwitserland
Historische landen: Bohemen · Bondsrepubliek Duitsland · Brits-Indië · Duitse Democratische Republiek · Joegoslavië · Malaya · Nederlandse Antillen · Noord-Borneo · Noord-Jemen · Saarland · Servië en Montenegro · Sovjet-Unie · Tsjecho-Slowakije · West-Indische Federatie · Zuid-Jemen
Bijzondere deelnames: Onafhankelijke olympische atleten · Vluchtelingenteam 
 Australazië · Duits Eenheidsteam · Gemengd team · Gezamenlijk Team